# Episodi di American Dreams (terza stagione)
La terza e ultima stagione della serie televisiva American Dreams è andata in onda negli Stati Uniti sul canale NBC.
In Italia è stata trasmessa su Mya di Mediaset Premium dal 7 dicembre 2009 alle ore 21:00, con due episodi per sera. In realtà non si tratta di una prima visione, in quanto la stagione era già andata in onda qualche anno prima sul satellite. La terza stagione stata trasmessa per la prima volta in chiaro dall'8 agosto 2011 su Raidue, alle ore 9:30, per la prima volta in Italia in formato 16:9 (letterboxed).
| nº | Titolo originale            | Titolo italiano                 | Prima TV USA | Prima TV Italia  |
| -- | --------------------------- | ------------------------------- | ------------ | ---------------- |
| 1  | Long Shots and Short Skirts | Ultime risorse, prime battaglie |              | 7 dicembre 2009  |
| 2  | Charade                     | Sciarada                        |              | 14 dicembre 2009 |
| 3  | Leaders of the Pack         | I leader del gruppo             |              | 14 dicembre 2009 |
| 4  | Surround Me                 | Abbracciami                     |              | 21 dicembre 2009 |
| 5  | So Long, Farewell           | Licenziamento                   |              | 21 dicembre 2009 |
| 6  | Clear and Present Danger    | Un segno di pace                |              | 28 dicembre 2009 |
| 7  | What Dreams May Come        | Notizie dall'inferno            |              | 28 dicembre 2009 |
| 8  | One in a Million            | Uno su un milione               |              | 4 gennaio 2010   |
| 9  | Tidings of Comfort and Joy  | La vigilia di Natale            |              | 4 gennaio 2010   |
| 10 | Home Again                  | Di nuovo a casa                 |              | 11 gennaio 2010  |
| 11 | Truth Be Told               | La scelta giusta                |              | 11 gennaio 2010  |
| 12 | For Richer, for Poorer      | Nel bene e nel male             |              | 18 gennaio 2010  |
| 13 | Starting Over               | Un nuovo inizio                 |              | 18 gennaio 2010  |
| 14 | The Commencement            | L'inizio                        |              | 25 gennaio 2010  |
| 15 | California Dreamin'         | Sognando la California          |              | 25 gennaio 2010  |
| 16 | No Satisfaction             | Una scelta difficile            |              | 1º febbraio 2010 |
| 17 | It's My Life                | Un nuovo giorno                 |              | 1º febbraio 2010 |